# Parafia św. Marii Magdaleny w Łękach Kościelnych
Parafia Świętej Marii Magdaleny w Łękach Kościelnych – parafia należąca do dekanatu Piątek diecezji łowickiej. Erygowana w 1357. Mieści się pod numerem 43. Duszpasterstwo w niej prowadzą księża diecezjalni. Od listopada 2015 roku proboszczem parafii jest ks. Piotr Gumołowski.

## Zasięg parafii
Brony, Jagniątki, Konary, Krzyżanów, Krzyżanówek, Łęki Górne, Łęki Kościelne, Micin, Młogoszyn, Morele, Pawłowice I, Pawłowice II, Rustów, Rybie, Siemienice, Siemieniczki, Stefanów, Szewce Nadolne, Szewce Owsiane, Władysławów, Wyręby Siemienickie.

## Proboszczowie
- ks. Piotr Gumołowski (od 2015)
- ks. dr Andrzej Gałaj (2013–2015)
- ks. Mirosław Romanowski (2005–2013)
- ks. Franciszek Piotr Urbaniak (1992–2005)
- ks. Mieczysław Nowak (1984–1992)
- ks. Kazimierz Płatek (1980–1984)
- ks. Jan Podsiadły (1974–1980)
- ks. Stanisław Konarzewski (1968–1974)
- ks. Kazimierz Grabowski (1960–1968)
- ks. Franciszek Zakrzewski (1945–1960)
- ks. Edward Skupieński (zamordowany w Dachau) (1932–1941)
- ks. Zefiryn Kutowski (1908–1932)
- ks. M. Dmowski (1908)
- ks. Izydor Rugenius (1882–1908)
- ks. L. Lewandowski (1882)
- ks. Maciej Morawski (1842–1882)
- ks. Józef Kietowicz (1827–1842)
- ks. L. Stafwkiewicz (1826–1827)
- ks. Bogumił Płaczkiewicz (1824–1826)
- ks. Antoni Siemiński (1820–1824)
- ks. Jakub Lamkowski (1810–1819)
- ks. Augustyn Rogoziński (1815–1818)
- o. Augustyn Stefaniak (paulin) (1815)
- ks. Andrzej Miszewski (1804–1815)
- ks. dr Jan Antoni Woskowicz (1759–1803)
- ks. Antoni Józef Byszewski (1752–1759)

Lista powstała na podstawie wpisów proboszczów w księgach archiwum parafialnego, dokonana przez Mirosława Pietrzaka, który umieścił ją w swojej książce zatytułowanej Kościół parafialny św. Marii Magdaleny w Łękach Kościelnych.